# Bryoacantholoma vaginatum
Bryoacantholoma vaginatum là một loài rêu trong họ Spiridentaceae. Loài này được (Herzog) W. Schultze-Motel mô tả khoa học đầu tiên năm 1963.